# Vocação eficaz
Vocação eficaz ou graça irresistível é uma doutrina do Calvinismo segundo a qual a graça divina é irresistível para os crentes, isto é, o Espírito Santo acaba convencendo e infundindo a fé salvadora neles.
Segundo esta doutrina, portanto, Deus é soberano e pode sobrepujar qualquer resistência humana, mais especificamente a resistência humana à salvação. Pois, se a doutrina da depravação humana é verdadeira, o homem nunca teria fé a não ser que a isso fosse coagido.
Segundo a Confissão de Fé de Westminster, Deus salva os crentes "iluminando os seus entendimentos espiritualmente a fim de compreenderem as coisas de Deus para a salvação, tirando-lhes os seus corações de pedra e dando lhes corações de carne, renovando as suas vontades e determinando-as pela sua onipotência para aquilo que é bom e atraindo-os eficazmente a Jesus Cristo, mas de maneira que eles vêm mui livremente, sendo para isso dispostos pela sua graça".
É um dos Cinco pontos do calvinismo.